# Кена (город)
Ке́на (араб. قنا‎, Кина, копт. ⲕⲱⲛⲏ, Конa) — административный центр и крупнейший город провинции Кена в Республике Египет. Расположен в долине реки Нил, примерно в 70 км к северу от Луксора. Население 206 831 житель (2006).
В греко-римский период город известен как Каине, Каинеполис (др.-греч. Καινή Πόλις — Новый город) и как Максимианополис (др.-греч. Μαξιμιανοῦ Πόλις). Исторический город Дандара расположен на противоположном, правом берегу Нила.
В Тарамсе (Taramsa Hill) близ Кены найдено погребение подростка, похороненного ок. 68 тыс. лет назад.